# William Murray (australisk friidrottare)
William Murray, född 17 april 1882, död 12 november 1977, var australisk friidrottare. Han deltog vid olympiska sommarspelen 1912.